# Porcellio orarum vizzavonensis
Porcellio orarum vizzavonensis is een pissebed uit de familie Porcellionidae. De wetenschappelijke naam van de ondersoort is voor het eerst geldig gepubliceerd in 1928 door Karl Wilhelm Verhoeff.